# Cynanchum cristalinense
Cynanchum cristalinense är en oleanderväxtart som beskrevs av G. Morillo. Cynanchum cristalinense ingår i släktet Cynanchum och familjen oleanderväxter. Inga underarter finns listade i Catalogue of Life.